# Marije Kos
Marije Kos (* 21. März 1977) ist eine ehemalige niederländische Skeletonsportlerin.
Marije Kos' Karriere erstreckte sich über nur ein Kalenderjahr. Im Januar 2001 begann sie mit dem Gewinn der niederländischen Meisterschaft in Winterberg. Noch im selben Monat gab sie ihr internationales Debüt im Skeleton-Europacup auf der Kunsteisbahn am Königssee und wurde dort 15. Im Sommer wurde sie beim traditionsreichen Anschubwettbewerb in Groningen hinter Dany Locati Zweite. Zum Beginn der Saison 2001/02 nahm sie an drei weiteren Europacup-Rennen teil und belegte einen 18. Platz in Winterberg und zwei 14. Ränge in Igls und Altenberg.
| Personendaten    | Personendaten                      |
| ---------------- | ---------------------------------- |
| NAME             | Kos, Marije                        |
| KURZBESCHREIBUNG | niederländische Skeletonsportlerin |
| GEBURTSDATUM     | 21. März 1977                      |